# Ichthyurodon ameghinoi
Ichthyurodon ameghinoi (Steppan & Pardiñas, 1998) è un roditore estinto della famiglia dei Cricetidi, unica specie del genere Ichthyurodon (Steppan & Pardiñas, 1998), vissuto in Argentina.

## Descrizione
Questa specie è conosciuta soltanto attraverso delle parti della mandibola rinvenute in depositi risalenti al Pleistocene in Argentina.